# Liste der Bodendenkmäler in Pleiskirchen
Auf dieser Seite sind die Bodendenkmäler in der oberbayerischen Gemeinde Pleiskirchen zusammengestellt. Diese Tabelle ist eine Teilliste der Liste der Bodendenkmäler in Bayern. Grundlage ist die Bayerische Denkmalliste, die auf Basis des Bayerischen Denkmalschutzgesetzes vom 1. Oktober 1973 erstmals erstellt wurde und seither durch das Bayerische Landesamt für Denkmalpflege geführt wird. Die folgenden Angaben ersetzen nicht die rechtsverbindliche Auskunft der Denkmalschutzbehörde.

## Bodendenkmäler der Gemeinde

### Bodendenkmäler in der Gemarkung Eggen
| Lage             | Objekt | Akten-Nr.     | Bild |
| ---------------- | --- | ------------- | ---- |
| Eggen (Standort) | Untertägige spätmittelalterliche und frühneuzeitliche Befunde im Bereich der katholischen Kirche St. Koloman in Sigrün mit aufgelassenem Friedhof. | D-1-7641-0068 |      |
| Eggen (Standort) | Siedlung mit Grabenwerk vor- und frühgeschichtlicher Zeitstellung.                                                                                 | D-1-7642-0008 |      |
| Eggen (Standort) | Freilandstation des Mesolithikums, Siedlung des Neolithikums, der frühen Bronzezeit und der Latènezeit.                                            | D-1-7642-0010 |      |

### Bodendenkmäler in der Gemarkung Nonnberg
| Lage                | Objekt | Akten-Nr.     | Bild                                                      |
| ------------------- | --- | ------------- | --------------------------------------------------------- |
| Nonnberg (Standort) | Untertägige mittelalterliche und frühneuzeitliche Befunde im Bereich der katholischen Expositurkirche St. Mariä Himmelfahrt in Nonnberg und ihres Vorgängerbaus. | D-1-7641-0066 | Untertägige mittelalterliche und frühneuzeitliche Befunde |

### Bodendenkmäler in der Gemarkung Oberpleiskirchen
| Lage                                  | Objekt | Akten-Nr.     | Bild                                                      |
| ------------------------------------- | --- | ------------- | --------------------------------------------------------- |
| Oberpleiskirchen (Standort)           | Erdstall des hohen Mittelalters. | D-1-7641-0004 |                                                           |
| Oberpleiskirchen (Standort)           | Verebneter Grabhügel vorgeschichtlicher Zeitstellung. | D-1-7641-0022 |                                                           |
| Oberpleiskirchen Hofmark 1 (Standort) | Untertägige mittelalterliche und frühneuzeitliche Befunde im Bereich der katholischen Pfarrkirche St. Nikolaus in Pleiskirchen und ihrer Vorgängerbauten.              | D-1-7641-0024 | Untertägige mittelalterliche und frühneuzeitliche Befunde |
| Oberpleiskirchen (Standort)           | Untertägige spätmittelalterliche und frühneuzeitliche Befunde im Bereich von Schloss Klebing und seiner Vorgängerbauten mit zugehörigem Wirtschaftshof.                | D-1-7641-0063 | weitere Bilder                                            |
| Oberpleiskirchen (Standort)           | Untertägige mittelalterliche und frühneuzeitliche Befunde im Bereich der katholischen Filialkirche St. Johannes der Täufer in Johannsbuchbach und ihres Vorgängerbaus. | D-1-7641-0065 |                                                           |
| Oberpleiskirchen (Standort)           | Grabhügel vorgeschichtlicher Zeitstellung. | D-1-7641-0070 |                                                           |

### Bodendenkmäler in der Gemarkung Unterpleiskirchen
| Lage                         | Objekt | Akten-Nr.     | Bild                                                      |
| ---------------------------- | --- | ------------- | --------------------------------------------------------- |
| Unterpleiskirchen (Standort) | Siedlung des Neolithikums. | D-1-7641-0023 |                                                           |
| Unterpleiskirchen (Standort) | Untertägige mittelalterliche und frühneuzeitliche Befunde im Bereich der katholischen Filialkirche St. Georg in Georgenberg und ihrer Vorgängerbauten. Siehe auch: Georgenberg (Pleiskirchen) | D-1-7641-0064 | Untertägige mittelalterliche und frühneuzeitliche Befunde |
| Unterpleiskirchen (Standort) | Untertägige spätmittelalterliche und frühneuzeitliche Befunde im Bereich der katholischen Filialkirche St. Philippus und Jakobus in Sorsbach.                                                 | D-1-7641-0069 |                                                           |
| Unterpleiskirchen (Standort) | Brandgräber der älteren Urnenfelderzeit. | D-1-7741-0155 |                                                           |

### Bodendenkmäler in der Gemarkung Wald bei Winhöring
| Lage                          | Objekt | Akten-Nr.     | Bild |
| ----------------------------- | --- | ------------- | ---- |
| Wald bei Winhöring (Standort) | Siedlung des Jung- und Endneolithikums (Altheimer Kultur, Chamer Kultur).                                                     | D-1-7641-0021 |      |
| Wald bei Winhöring (Standort) | Siedlung des Neolithikums und der Bronzezeit.                                                                                 | D-1-7642-0011 |      |
| Wald b.Winhöring (Standort)   | Untertägige frühneuzeitliche Befunde im Bereich der katholischen Filialkirche St. Korona und Mariä Himmelfahrt in Niederaich. | D-1-7642-0020 |      |